# سيدي علوان
سيدي علوان هي إحدى مدن الجمهورية التونسية، تقع في ولاية المهدية.

### مواضيع ذات علاقة
- ولاية المهدية.